# Црква Преображења у Криваји (Шабац)
Црква Преображења у Криваји, месту на територији града Шапца, налази се на списку непокретних културних добара, као споменик културе од великог значаја.

## Историја
У атару села Криваја, у подножју планине Цера, подигнута је црква Преображења, која је до почетка 18. века била црква манастира Криваје, познатог као Кривојник и Добриње у изворима из 16. века. Свој данашњи изглед црква добија 1790. године када се врше обимни радови на њој захваљујући ктиторству виђених људи овог краја, између којих се издваја оберкнез Ранко Лазаревић, заједно са још тројицом угледних домаћина и игуманима манастира Радовашнице, Каоне, Чокешине и Петковице. Као главни мајстор ангажован је Михаило Петровић, који се потписао на часној трпези.

## Опис
Црква има триконхалну основу са пространом олтарском апсидом, припратом и карактеристичним полукружним дрвеним тремом на западној страни који је накнадно придодат. Три куполе доминирају споља: централна и две бочне које се налазе изнад певничких апсида. Спољашњи зидови су једноставно малтерисани, без украса, окречени у бело. Поред дрвеног трема, који је неоспорно ремек дело народног неимара, пажњу привлаче и два портала на западној страни грађевине (један који води у трем а други у главну грађевину), дело истих мајстора који су трем реализовали. Фасаде су једноставне, окречене, без декоративне пластике. Сликану декорацију је извела група сликара око Хаџи Рувима и Петра Молера. 
У току 1978. године обављени су конзерваторски радови на крову, фасадама и трему цркве као и уређење порте.
- Спомен плоча на западном зиду